# Kysak
Kysak (dawniej również Kysag, węg. Sároskőszeg, Kőszeg) – wieś (obec) w powiecie Koszyce-okolice w kraju koszyckim na Słowacji, w historycznej krainie Šariš. Liczy 1457 mieszkańców (31 grudnia 2016 r.).

## Położenie
Kysak położony jest na wschodnim krańcu Rudaw Spiskich, u wschodnich podnóży pasma Czarnej Góry, w głębokiej dolinie Hornadu. Leży ok. 15 km na północ od Koszyc, na wysokości 300 m n.p.m.

## Historia
W średniowieczu był osadą strażniczą. Pierwsza wzmianka o miejscowości pochodzi z 1330 roku. Do XV w. władał nią możny ród Abów, później jako wieś poddańska należała do różnych panów feudalnych. Na zachód od wsi, na wzgórzu Hrad (501 m n.p.m.), stał gotycki zamek, wzniesiony na miejscu starszego – prawdopodobnie słowiańskiego – grodziska tuż po najazdach tatarskich, ok. połowy XIII w. Swą funkcję pełnił do XV stulecia, później już o nim słuch zanika.
Od początku lat 70. XIX w. Kysak stał się znaczącym węzłem kolejowym, w którym od Kolei Koszycko-Bogumińskiej odgałęziała się linia do Preszowa. Już w XX w. powstało tu kilka małych zakładów wapienniczych. W 1919 r. toczyły się tu walki wojsk czechosłowackich z węgierska Armią Czerwoną.

## Współczesność
Kysak jest ważnym kolejowym węzłem komunikacyjnym. Zbiegają się tu wspomniane, ważne linie kolejowe Żylina – Koszyce i Preszów – Koszyce. Działa zakład produkcji prefabrykatów betonowych.
Wieś jest również węzłem drogowym: krzyżują się tu drogi nr 547 (Koszyce – Spiskie Podgrodzie) i nr 546 (Nowa Wieś Spiska – Gelnica – Preszów).